# 阿拉梅达
阿拉梅达，是西班牙安达卢西亚自治区马拉加省的一个市镇。 总面积65平方公里，总人口4982人（2001年），人口密度77人/平方公里。